# Аеронавти (фільм)
«Аеронавти» (англ. The Aeronauts) — біографічний пригодницький фільм 2019 року, знятий Томом Гарпером за власним сценарієм, з Фелісіті Джонс та Едді Редмейном у головних ролях.
Світова прем'єра фільму відбулась на кінофестивалі в Теллурайді 30 серпня 2019 року, після чого відбувся показ на Міжнародному кінофестивалі в Торонто 2019 року. Прем'єра в кінотеатрах США
відбулася 6 грудня 2019 року за сприянням Amazon Studios, в Україні — 5 грудня 2019 року, дистриб'ютор Вольга Україна.

## У ролях
| Актор           | Роль           |
| --------------- | -------------- |
| Фелісіті Джонс  | Амелія Рен     |
| Едді Редмейн    | Джеймс Глейшер |
| Фібі Фокс       | Антонія        |
| Хімеш Патель    | Джон Трю       |
| Венсан Перес    | П’єр Рен       |
| Енн Рейд        | Етел Глейшер   |
| Том Куртеней    | Артур Глейшер  |
| Тім Мак-Іннерні | Ейрі           |
| Ребекка Фронт   | тітка Френсіс  |

## Виробництво
У грудні 2016 року Amazon Studios придбала права на пробний сценарій Гарпера. Влітку 2018 року Фелісіті Джонс та Едді Редмейн підтвердили участь у фільмі. Зйомки розпочалися на початку серпня на West London Film Studios.
Місця зйомок в Англії включали Королівський військово-морський коледж у Гринвічі, Ріджентс-парк, Лондон, маєток Клейдон, Бакінгемшир, Бодліанська бібліотека в Оксфорді та парк Вротем, Лондон.
Оскільки очікувалося прем'єра фільму у кінотеатрах IMAX, його частково знімали за допомогою камер IMAX.

## Історична точність
Найвизначніший політ на повітряній кулі, зображений в фільмі, заснований на польоті британських аеронавтів Джеймса Глейшера та Генрі Коксвелла 5 вересня 1862 року, вони побили світовий рекорд висоти польоту на той час, досягнувши приблизно 11 887 метрів. Однак, Глейшер є у фільмі, Коксвелла замінив вигаданий персонаж Амелія Врен. У статті «Дейлі телеграф» цитується Кейт Мур, керівник бібліотеки Лондонського королівського товариства: «Велика ганьба, що Генрі [Коксвелл] не зображений, тому що він дуже добре показав себе і врятував життя провідного вченого».
Окрім Коксвелла, до реальних осіб, що стали основою персонажа Амелії Рен, належать:
- Софі Бланшар, перша жінка, яка займалась професійно повітроплаванням, стала знаменитим аеронавтом після смерті чоловіка. Фелісіті Джонс заявила, що Бланшар була натхненником її персонажа[13].
- Британський аеронавт Маргарет Грем.

Взаємини Рен з чоловіком П'єром, в основному, ґрунтуються на польотах Софі Бланшар з чоловіком Жаном-П'єром Бланшаром, смерть П'єра натхненна смертю Томаса Гарріса 25 травня 1824 року.

## Випуск
Світова прем'єра фільму відбулась на кінофестивалі в Теллурайді 30 серпня 2019 року. Він також демонструвався на Міжнародному кінофестивалі в Торонто 8 вересня 2019 року. «Аеронавти» вийде в кінотеатрах США 6 грудня 2019 року (Amazon Studios), в Україні — 5 грудня 2019 року (Вольга Україна). Після короткого прокату в кінотеатрах фільм стане доступним для перегляду на Amazon Prime Video по всьому світу з 20 грудня 2019 року.
Спочатку фільм повинен був вийти 25 жовтня 2019 року виключно у форматі IMAX, а всесвітній реліз мав відбутися 1 листопада 2019 року. Однак, IMAX Corporation зазначила, що вони вимагають 90-денного зобов'язання для будь-якого фільму, продюсери запропонували лише нетривалий ексклюзив, що неприйнятно для компанії.